# FN Tricar
Il FN Tricar o FN 12 T3 era un motocarro militare belga a tre ruote, utilizzato durante la seconda guerra mondiale.

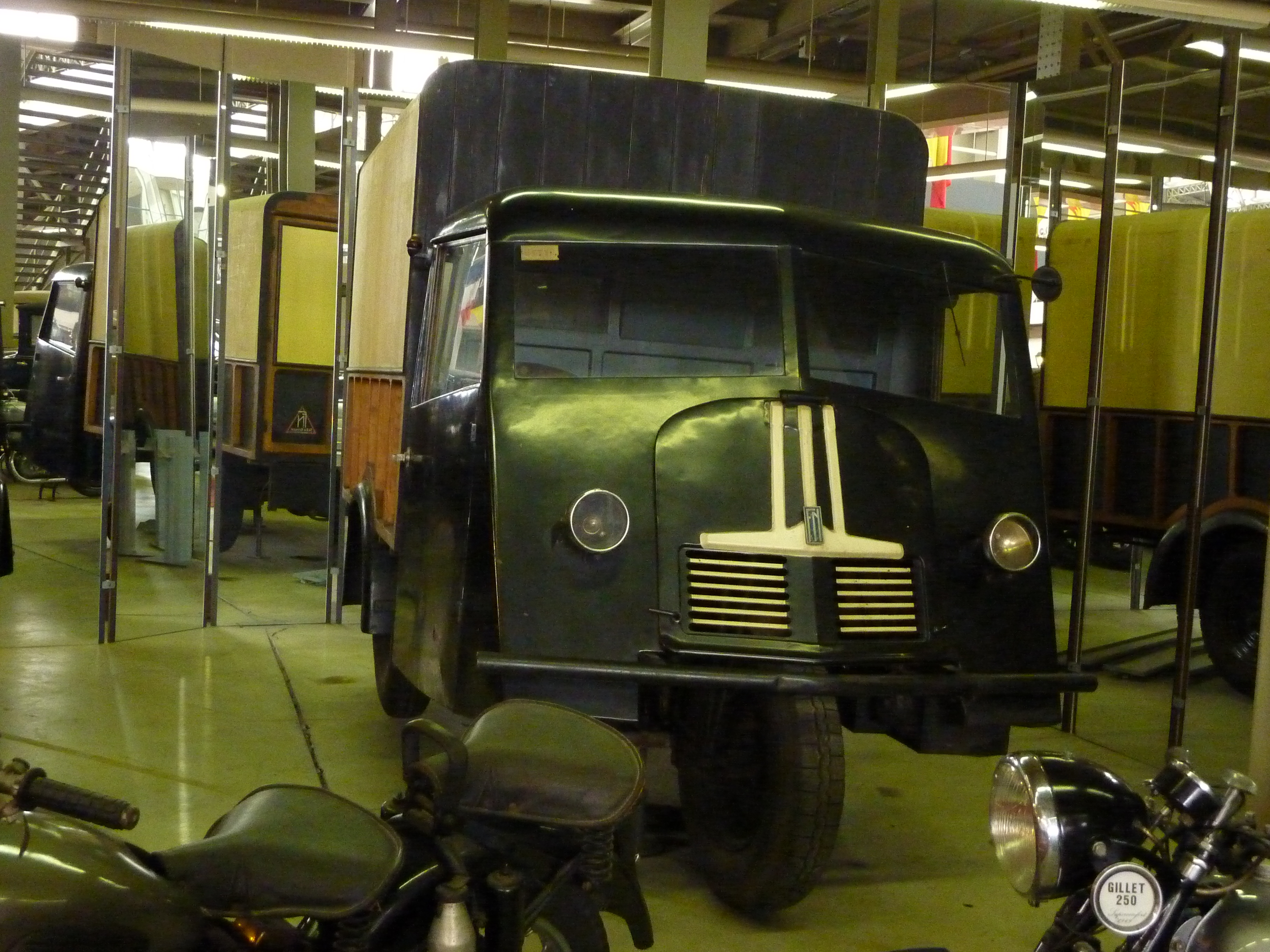
FN Tricar del 1947

## Storia
Prodotto dalla Fabrique Nationale de Herstal nel 1939, il Tricar venne ben accolto dall'Armée belge: solo tre esemplari furono esportati (in America del sud e nelle Indie olandesi), mentre i militari ordinarono 331 unità, solo in parte consegnate prima dell'invasione tedesca del Belgio nel 1940.
Il veicolo era un'evoluzione della combinazione di successo della FN M12 in versione motocarrozzetta. Poteva trasportare 550 kg di carico oppure cinque passeggeri compreso il conduttore. Le ottime doti di robustezza ne fecero un veicolo polivalente, con possibilità di conversioni enormi; venne adottato in differenti versioni: 
- multiuso: con pianale di carico per materiali.
- personale: con quattro sedili sul pianale per il trasporto di truppe.
- portamunizioni.
- Atelier mobiles de dépannage moto/mécanicien d'escadron: officina mobile a livello di squadrone.
- porta-mitragliatrice Maxim, in dotazione per esempio ai carabiniers-cyclistes.
- antincendio: utilizzata dalle squadre antincendio delle officine FN.
- antiaerea: armata con una mitragliatrice pesante FN-Hotchkiss Mle 1929 da 13,2 mm raffreddata ad acqua. Ne vennero ordinati 88 esemplari nel febbraio 1940, con consegne previste per luglio dello stesso anno; ma essi non fecero in tempo ad essere consegnati prima della resa del Belgio.

Venne realizzato anche un prototipo blindato.